# Жінки у саду
«Жінки у саду» (фр. Femmes au jardin) — картина французького художника Клода Моне.
Виставлена у Паризькому салоні 1866 року, картина Моне «Дама у зеленому» отримала широке визнання не дивлячись на те, що вона була написана в цілком традиційному стилі. На картині була зображена 19-річна Камілла Донс . У квітні Моне зняв будинок з садом біля залізничної станції Ville d'Avray в паризькому передмісті Севр і почав працювати над великомасштабною картиною з людьми на відкритому повітрі — цим сюжетом Моне був давно захоплений. Камілла Донс стала моделлю для чотирьох жінок на створюваній картині.
Глядачеві представлені чотири жінки, що гуляють по саду, при цьому всі вони написані з однієї натурниці — дружини Камілли. Через те що живописець не дає добре розглянути жодної особи — дами то прикривають обличчя квітами, то ховаються за тінь парасольки, то демонструють лише свій профіль, — глядач бачить чотирьох різних героїнь. Художник як би підкреслює, що його не цікавлять окремі особистості, тому йому достатньо і однієї натурниці. Своєю метою він бачить опис взаємин людини з навколишнім світом.
Полотно, над яким працював Моне, було настільки громіздким, що для написання верхньої частині художнику довелося опускати його в яму за допомогою лебідки з блоком. Гюстав Курбе, який відвідував Моне в той час, був вражений цією конструкцією. Моне писав листя тільки при яскравому сонячному світлі, щоб найбільш точно передати гру світла і тіні. Моне був дуже зацікавлений в зображенні жіночих тіл або передачі їх настрою. Жінки на картині виглядають стилізованими, що ще більше підкреслює найтонші нюанси освітлення. Маленькі цятки світла покривають дві фігури в лівій частині полотна. Різкі тіні виділяються на одязі сидить жінки, її обличчя освітлено тільки блакитним відображенням від сукні. Контраст між освітленими і затіненими областями доведений до крайності.

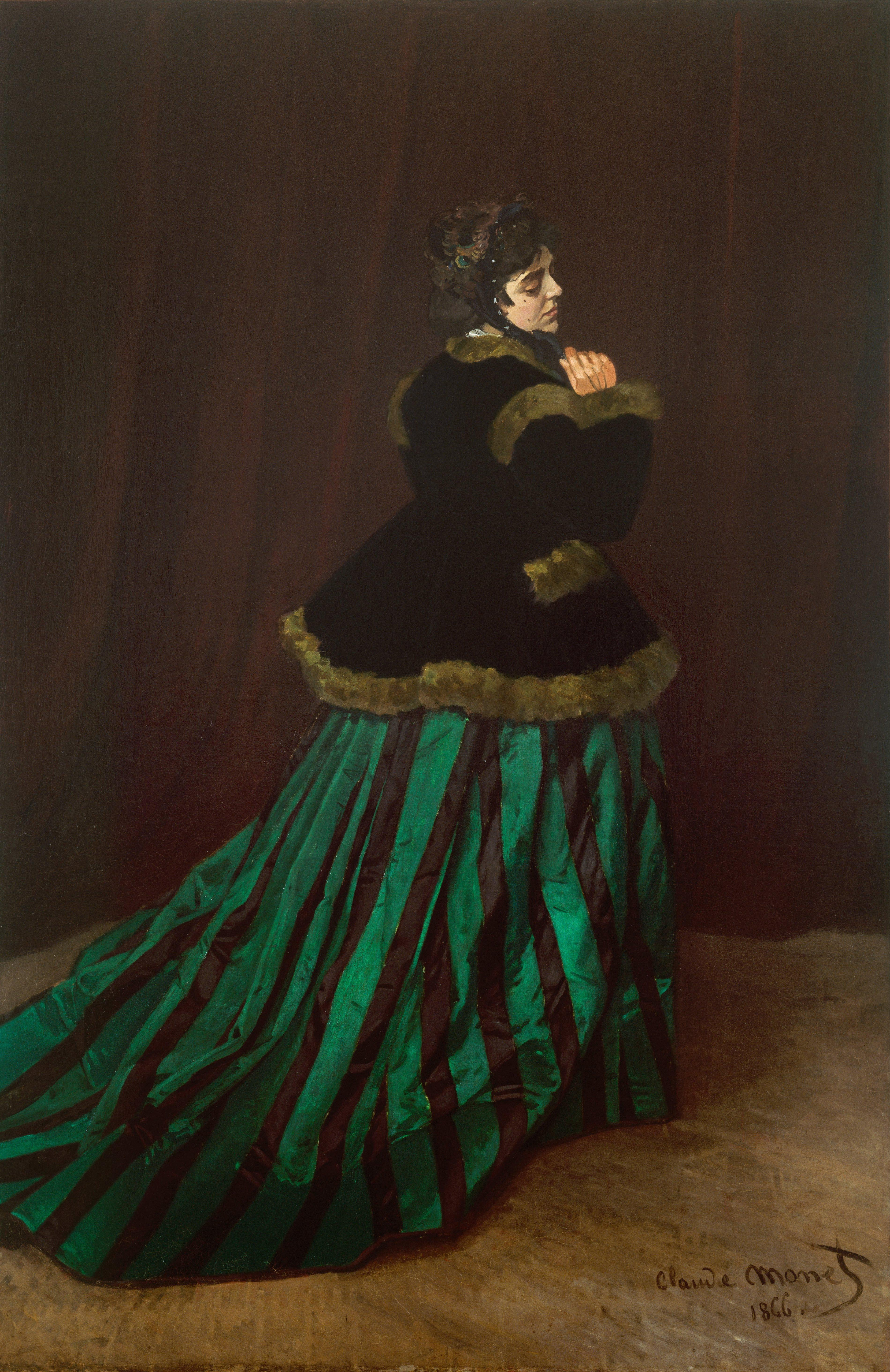
«Дама в зеленому», 1866, Кунстхалле, Бремен

Моне був змушений покинути будинок в Севрі в кінці літа, рятуючись від кредиторів, і, за чутками, порізав тоді близько 200 своїх картин. Однак навіть пошкоджені частини близько 50 картин були продані за 30 франків кожна. Через фінансові проблеми Моне не міг собі більше дозволити купувати матеріали для роботи. Йому доводилося зчищати фарбу зі старих картин, щоб знову використовувати полотна. «Жінки у саду» залишилися недоторканими, так як він мав намір їх виставити на Салоні 1867 року, проте журі не прийняло картину.
До 1921 року Клод Моне став відомим художником і французький уряд забажав купити «Жінок у саду». Моне отримав за картину 200 тисяч франків.